# Kahul
Kahul (ukrajinsky Кагул, rumunsky Cahul) je jezero v Budžaku na jihozápadě Oděské oblasti Ukrajiny a výběžkem na sever zasahuje i na území Moldavska. Má rozlohu 103 km², délku 13 km a šířku 6 až 11 km. Dosahuje maximální hloubky 7 m.

## Pobřeží
Skládá se z úzké trychtýřovité severní části a široké jižní. Dno je pokryté tenkým šedým jílem, břehy jsou písčité.

## Vodní režim
Hladina jezera kolísá a hloubka se pohybuje v rozmezí 1,5 až 2 m. Do jezera ústí řeka Kahul, významným zdrojem vody jsou rovněž dešťové a sněhové srážky. Na jihu je průtokem Vekita spojeno s Dunajem a s jezery, která se rozkládají v jeho deltě (Kuhurkuj, Jalpuh)